# Subiaco, Arkansas
Subiaco là một thị trấn thuộc quận Logan, tiểu bang Arkansas, Hoa Kỳ. Năm 2010, dân số của thị trấn này là 572 người.

## Dân số
- Dân số năm 2000: 439 người.
- Dân số năm 2010: 572 người.